# Volinja
Volinja es una localidad de Croacia situada en el municipio de Dvor, en el condado de Sisak-Moslavina. Según el censo de 2021, tiene una población de 43 habitantes.